# Hacking at Leaves
Hacking at Leaves ist ein österreichischer Dokumentarfilm aus dem Jahr 2024, der von Johannes Grenzfurthner inszeniert und geschrieben wurde. Er erforscht verschiedene Themen, etwa die koloniale Vergangenheit der Vereinigten Staaten, die Navajo-Stammesgeschichte und die Hackerbewegung, alles durch die Linse der Geschichte eines Hackerspaces in Durango (Colorado) während der frühen Phase der COVID-19-Pandemie. Der Film wurde von monochrom produziert.

## Konzept und Handlung

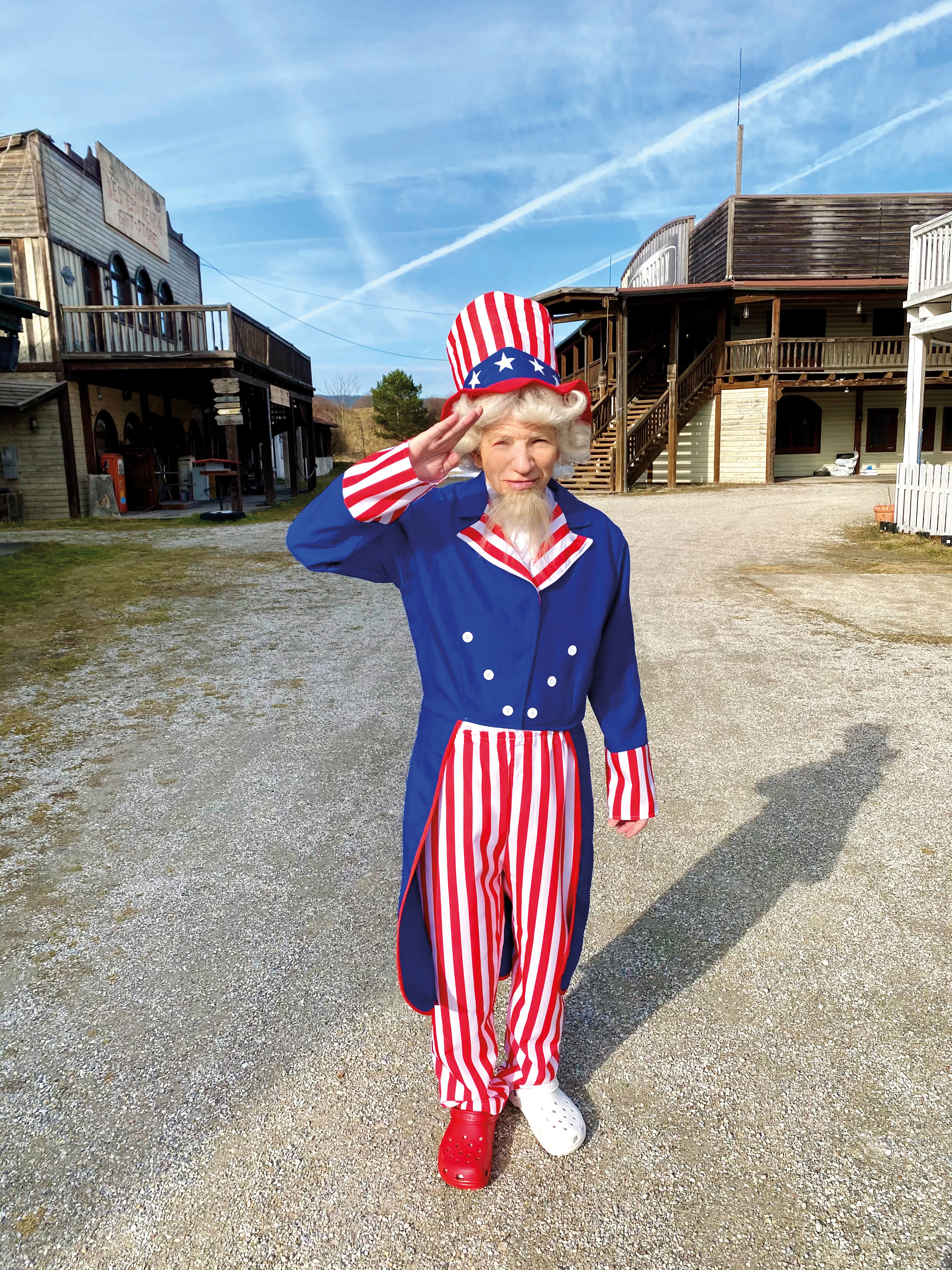
Max Grodénchik als Uncle Sam während der Dreharbeiten von Hacking at Leaves, No Name City, 2021

In Hacking at Leaves leitet der österreichische Künstler und Filmemacher Johannes Grenzfurthner als Gastgeber durch die Geschichte. In einer Mischform aus Dokumentar- und Spielfilm versucht er, verschiedene mit den Vereinigten Staaten verknüpfte Themenkreise zu beleuchten: Optimismus, Freiheit, technische Innovation, aber auch Siedlerkolonialismus, das dysfunktionale Gesundheitssystem und die COVID-19-Pandemie.
Die Rahmenhandlung des Films enthält fiktionale Elemente. Zu Beginn sitzt Grenzfurthner, gekleidet in einen gelben Strahlenschutzanzug, in einem Kontrollraum, der in seiner Ästhetik and die 1970er-Jahre erinnert, und den er als seine „Wohnung“ vorstellt. Er kontempliert, ob er einen Film über die Geschichte eines Hackerspaces in Durango (Colorado) gestalten soll, der während der Pandemie eine wichtige Rolle im Kampf gegen COVID-19 spielte, indem er medizinische Ausrüstung konzipierte und herstellte, die in der stark betroffenen Navajo Nation gebraucht wurde. Er entschließt sich aber dagegen, weil er fürchtet, dass er die eher schwere inhaltliche Kost nicht an Netflix verkaufen könne. Da mischt sich Uncle Sam (gespielt von Max Grodénchik) ein und fordert von Grenzfurthner die Herstellung einer „erquicklichen“ und „amerikanischen“ Erzählung, die den „Geist der Freiheit, die endlose Schönheit des amerikanischen Südwestens, und die Hoffnung“ widerspiegeln soll. Grenzfurthner stimmt widerwillig zu, nicht aber ohne zu versuchen, das Publikum über die Schattenseiten des amerikanischen Traums und des Kolonialismus aufzuklären. Durch die Einbeziehung von Perspektiven von Aktivisten, Künstlern und Technikbegeisterten zieht der Film Verbindungen zwischen der Navajo-Gemeinschaft, der Hackerkultur und der Do-it-yourself-Bewegung und legt nahe, dass alternative Ansätze gesellschaftliche Transformationen erleichtern könnten: „Dies ist eine Geschichte über Gemeinschaften. Sie erzählt nicht nur die Geschichte der Navajo-Gemeinschaft und ihrer Kämpfe, sondern auch die Geschichte des Hackens und der Hackerspaces und wie solche Gemeinschaften innerhalb der Mainstream-Kultur funktionieren.“
In einem Artikel im österreichischen Magazin Profil spricht Grenzfurthner über die Bedeutung des Konzepts des Overton-Fenster bei der Diskussion der Inhalte seines Projekts.

## Besetzung

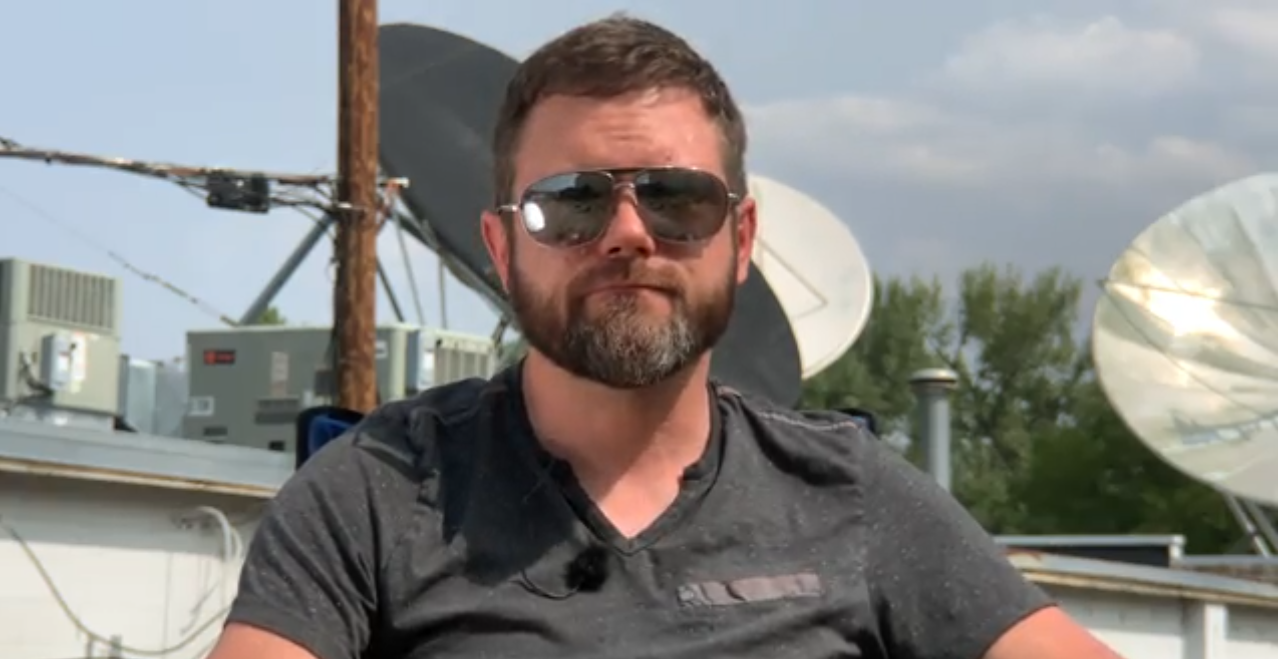
Ryan Finnigan am Set von Hacking at Leaves in Durango, Colorado, im Mai 2020.

- Johannes Grenzfurthner als eine fiktionalisierte Version seiner Selbst
- Max Grodénchik als Uncle Sam
- Morningstar Angeline als eine anonyme anarcho-syndikalistische Navajo-Hackerin
- Chase Masterson als zwei anonyme medizinische Fachkräfte

Zu den Interviewpartnern gehören Ryan Finnigan, Sunny Dooley, Stefan Yazzie, Jello Biafra, Cory Doctorow, Janene Yazzie, Karletta Chief, Erik Davis, Michael J. Epstein, Mitch Altman, Jason Scott und viele andere.

## Produktion

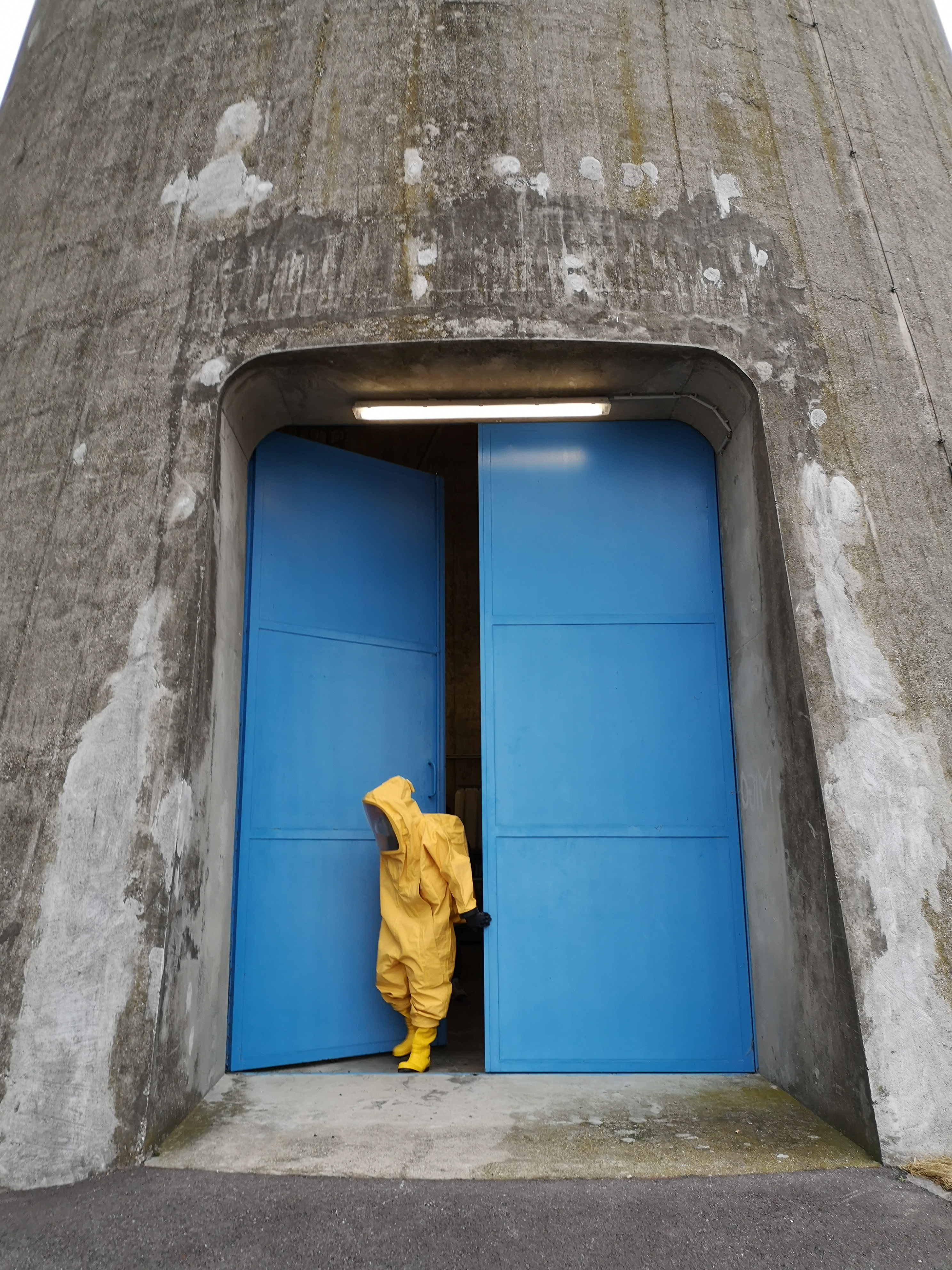
Hinter-den-Kulissen-Aufnahme vom Dreh des Films Hacking at Leaves, mit Johannes Grenzfurthner am Schornstein des Kernkraftwerks Zwentendorf (2020).

Grenzfurthner begann im März 2020 mit der Arbeit an dem Film und schaffte es, alle Interviews vor Ende 2020 zu sammeln. Aufgrund des Reiseverbots, das Europäern die Einreise in die Vereinigten Staaten verwehrte, überwachte der Regisseur den Dreh- und Interviewprozess mittels Video-Kommunikation aus seinem Büro in Wien. Später begann er, das von verschiedenen Mitarbeitern erhaltene Filmmaterial mit dem Editor Sebastian Schreiner zusammenzustellen.
Grenzfurthner arbeitete mit kulturellen Beratern wie Manuelito Wheeler vom Navajo Nation Museum.
Die Rahmenhandlung wurde im Winter 2020/2021 im Kernkraftwerk Zwentendorf und in No Name City, einem ehemaligen Western-Erlebnispark, gefilmt.
Noch vor der Veröffentlichung des Films, aber nach Abschluss der Hauptdreharbeiten, gestaltete Produzent Günther Friesinger gemeinsam mit Grenzfurthner im Mai 2021 eine Ausstellung im Rahmen des KOMM.ST Festivals in der Steiermark, um Teile der Forschung zu präsentieren.
Der Film wurde vom österreichischen Ministerium für Kunst und Kultur im Rahmen seines Programms zur Unterstützung innovativer Filme gefördert.
David Hebenstreit (Sir Tralala) komponierte den Soundtrack des Films.

## Veröffentlichung
Die Weltpremiere des Films fand am Diagonale-Filmfestival in Graz, Österreich am 6. April 2024 statt. Weitere Screenings u. a. bei Ethnocineca-Festival in Wien. Die USA-Premiere fand auf der Hackers on Planet Earth Konferenz im Juli 2024 statt. Das Cucalorus-Filmfestival in Wilmington zeigte den Film in einem Spezialscreening. Das Celludroid Film Festival (Kapstadt, Südafrika) und das Red Nation Film Festival (Los Angeles, USA) nahmen den Film in ihre Programm 2024 auf. Der Film wurde auch im Rahmen eines Spezialevents am 31. März 2025 im Internet Archive in San Francisco gezeigt.
Hacking at Leaves wird am 29. August 2025 kostenlos im Internet Archive zum Streamen veröffentlicht. Regisseur Johannes Grenzfurthner erklärte, diese Entscheidung spiegele die Schwierigkeiten mit dem traditionellen Verleih, seine Sicht auf einen zunehmend risikoscheuen und kommerzialisierten Dokumentarfilmmarkt sowie seine Unterstützung des Archivs als Instrument für Forschung und offenen öffentlichen Zugang zum kulturellen Gedächtnis wider.

## Kritik
„Hacking at Leaves erforscht die Korruption, die am Kern der amerikanischen sozialen und politischen Strukturen nagt, und liefert ein weiteres Beispiel für die kläglichen Misserfolge des Kapitalismus.“

„Es geht hier darum, nicht einfach einen „Film“ zu erstellen, sondern einen Werkzeugkasten, der zum Selbst-Handanlegen animiert. Wer den Weltuntergang abwenden will, muss sich von Grenzfurthner in die Technik des Laub-Hackens einführen lassen, die darauf abzielt, einem schon seit Langem morschen System endlich die Wurzeln auszureißen.“

„Der wilde Essay Hacking at Leaves von Johannes Grenzfurthner macht sich auf die Suche nach der Verbindung indigener Amerikaner und der Hacking-Kultur und findet dabei die koloniale Ursünde der USA.“